# Episodi di Shameless (serie televisiva 2011) (settima stagione)
La settima stagione della serie televisiva Shameless, composta da 12 episodi, è stata trasmessa in prima visione assoluta negli Stati Uniti dal canale via cavo Showtime dal 2 ottobre al 18 dicembre 2016.
In Italia la stagione è stata trasmessa da Premium Stories, canale a pagamento della piattaforma Mediaset Premium, dal 5 gennaio al 23 marzo 2017. In chiaro è trasmessa dal 7 novembre 2017 in seconda serata su Italia 2.
| n° | Titolo originale                                          | Titolo italiano                             | Prima TV USA     | Prima TV Italia  |
| -- | --------------------------------------------------------- | ------------------------------------------- | ---------------- | ---------------- |
| 1  | Hiraeth                                                   | Non si uccide la verità                     | 2 ottobre 2016   | 5 gennaio 2017   |
| 2  | Swipe, Fuck, Leave                                        | Liberazione                                 | 9 ottobre 2016   | 12 gennaio 2017  |
| 3  | Home Sweet Homeless Shelter                               | I nuovi Gallagher                           | 16 ottobre 2016  | 19 gennaio 2017  |
| 4  | I Am A Storm                                              | La festa                                    | 23 ottobre 2016  | 26 gennaio 2017  |
| 5  | Own Your Shit                                             | La strada verso la ricchezza                | 30 ottobre 2016  | 2 febbraio 2017  |
| 6  | The Defenestration of Frank                               | Le sfide dei Gallagher                      | 6 novembre 2016  | 9 febbraio 2017  |
| 7  | You'll Never Ever Get a Chicken in Your Whole Entire Life | Non avrai mai un pollo in tutta la tua vita | 13 novembre 2016 | 16 febbraio 2017 |
| 8  | You Sold Me the Laundromat, Remember?                     | Mi hai venduto la lavanderia, ricordi?      | 20 novembre 2016 | 23 febbraio 2017 |
| 9  | Ouroboros                                                 | Come un uragano                             | 27 novembre 2016 | 2 marzo 2017     |
| 10 | Ride Or Die                                               | Discesa all'inferno                         | 4 dicembre 2016  | 9 marzo 2017     |
| 11 | Happily Ever After                                        | Per sempre felici e contenti                | 11 dicembre 2016 | 16 marzo 2017    |
| 12 | Requiem for a Slut                                        | L'eredità di Monica                         | 18 dicembre 2016 | 23 marzo 2017    |

## Non si uccide la verità
- Titolo originale: Hiraeth
- Diretto da: Christopher Chulack
- Scritto da. John Wells

### Trama
Al ventinovesimo giorno di coma, Frank si risveglia in ospedale dopo essere stato trovato nel lago Michigan. Fiona continua a lavorare da Patsy's Pies in qualità di manager, pur iniziando a trovare alcune difficoltà dopo la partenza improvvisa di Sean. Kev, V e Svetlana proseguono il loro rapporto poligamo e tutti e tre si aiutano a vicenda sia nella gestione della famiglia che dell'Alibi. Lip viene rilasciato dal centro di riabilitazione degli Alcolisti Anonimi. Debbie inizia a rubare per poi rivendere carrozzine al parco e, grazie ai soldi ottenuti, ingaggia una tata notturna che tenga d'occhio Franny. Carl si fa circoncidere per farsi fare una fellatio dalla fidanzata Dominique.  Ian ha dei dubbi circa il suo rapporto con Caleb, per questo lo pedina insieme a Lip e lo scopre baciare Denise, sua ex ragazza dei tempi del liceo.

## Liberazione
- Titolo originale: Swipe, Fuck, Love
- Diretto da: Rob Hardy
- Scritto da: Nancy M. Pimental

### Trama
Fiona informa Chad, il proprietario del Patsy's Pies, circa il suo desiderio di dimettersi dal posto di lavoro e di ritornare a fare la cameriera, anche se la donna viene informata sullo stato finanziario del ristorante e, per questo motivo, Chad le consiglia di assumere un nuovo staff personale; licenzia le cameriere attuali e ingaggia tre giovani donne, una delle quali stringe subito amicizia con Fiona e la spinge ad avere degli appuntamenti di sesso occasionale con degli uomini, attraverso l'app di incontri Tinder. Frank, deluso dal comportamento disinteressato dei suoi familiari, assume dei lavoratori per costruire dei muri per barricare l'ingresso al piano superiore di casa Gallagher costringendo il resto della famiglia, ad eccezione di Liam, a dormire in soggiorno. Kev comincia ad abituarsi al suo rapporto poligamo, ma quando gli viene lasciato il compito di pulire la casa e badare ai bambini, finisce per essere rimproverato da V e Svetlana; Kev matura poi l'idea di avviare, insieme alle sue due mogli, un vero e proprio servizio di pulizia in topless. Ian evita Caleb e mette in discussione le sue azioni e la sua sessualità, ma anche la propria, tanto da decidere di avere un rapporto sessuale con una donna incontrata in treno. Lip inizia uno stage offertogli dal professor Youens, pur continuando ad avere a che fare con i suoi problemi con l'alcol. Infine, i Gallagher demoliscono il muro costruito da Frank all'interno della casa.

## I nuovi Gallagher
- Titolo originale: Home Sweet Homeless Shelter
- Diretto da: Iain B. MacDonald
- Scritto da: Krista Vernoff

### Trama
Kev, V, e Svetlana iniziano il loro servizio di pulizia in topless e affrontano l'arrivo improvviso del padre di Svetlana, direttamente dalla Russia. Una giornata di caos porta Fiona a dare al resto della famiglia Gallagher un ultimatum informandoli che è arrivata l'ora di prendersi cura di se stessi quando lei non sarà a casa per via dei turni speciali che dovrà svolgere da Patsy. Frank completa ufficialmente la sua missione diseredando la propria famiglia e formandone una nuova composta da persone senzatetto. La rottura con Caleb causa a Ian una ricaduta mentale. Lip ha un inizio difficile nel suo nuovo lavoro. Carl si confronta con il padre di Dominque, il sergente Winslow, il quale sostiene che il ragazzo abbia trasmesso alla figlia la gonorrea ma dopo aver fatto il test scopre di essere negativo e dunque decide di seguire Dominique, scoprendola con un altro. Debbie si trova nei guai quando in un negozio di abbigliamento viene accusata di taccheggio, ma Fiona ne evita l'arresto.

## La festa
- Titolo originale: I Am A Storm
- Diretto da: Emmy Rossum
- Scritto da: Sheila Callaghan

### Trama
Frank si preoccupa che lui e la sua nuova famiglia perderanno la loro casa per il ricovero per i senzatetto, per cui ha in programma un po' di buona volontà per il quartiere. Fiona ha in cantiere nuovi affari per il suo locale lanciando una festa notturna e mantenendo, di conseguenza, il locale aperto per 24 ore. Lip scopre che la società per cui lavora compie delle truffe e, dopo aver ricattato il suo capo, prova ad ottenere anche una promozione senza successo. Ian si innamora di Trevor, un ragazzo che poi scopre essere transgender. Kev, V, e Svetlana litigano sul fatto se sia sicuro lasciare i loro figli con il padre di Svetlana, Yvon. Carl passa il tempo con il padre di Dominque che gli dà anche consigli per entrare alla scuola militare dal momento che il ragazzo sembra voler intraprendere una carriera nelle forze dell'ordine. Per pagare Jolayemi e i debiti in casa Gallagher, Debbie trova un lavoro nel negozio di ciambelle della città ma l'intervento di Fiona glielo fa immediatamente perdere: decisa a sdebitarsi, la ragazza tenta di ottenere un lavoro presso l'Alibi, ma ottiene consigli da Svetlana su come fare la donna mantenuta.

## La strada verso la ricchezza
- Titolo originale: Own Your Shit
- Diretto da: Christopher Chulack
- Scritto da: Dominique Morisseau

### Trama
Attraverso la sua ritrovata "indipendenza" e la mancanza di apprezzamento dalla direzione superiore, Fiona considera di investire in una lavanderia locale. Ian affronta Fiona sul suo nuovo spirito di "indipendenza", e si occupa dei suoi sentimenti - abbastanza travagliati e molto confusi - verso Trevor. Frank riesce a gestire e ad ottenere il suo rifugio per senzatetto. Gli ultimi comportamenti di Debbie per guadagnare denaro ottengono l'attenzione dei Servizi Sociali minorili quando la ragazza viene accusata di abusare della figlia e di non rappresentare un buon esempio di mamma. Il "modello" di business del nuovo lavoro di Lip lo ispira a creare il suo proprio profitto. Kev, V, e Svetlana contemplano sull'adozione di ciascuno dei loro figli. Un rifiuto dalla scuola militare - che accetta solo chi sia di colore o abbia almeno un parente di colore - incoraggia Carl a fare alcune ricerche sulle origini della propria famiglia per scoprire, alla fine, che ha origini Apache: soddisfatto, decide di riprovare il colloquio alla scuola.

## Le sfide dei Gallagher
- Titolo originale: The Defenestration of Frank
- Diretto da: David Nutter
- Scritto da: Etan Frankel

### Trama
Fiona decide di investire tutta se stessa nella lavanderia di Etta dando come garanzia alla banca la casa e questo fa infuriare Lip. Nel frattempo sempre Lip organizza un sistema per  frodare i programmatori del posto dove fa tirocinio e si occupa di sentimenti che prova verso Sierra. Frank crogiola nella fortuna della sua ultima truffa, ma la sua nuova "famiglia" lo scopre e si ribella contro di lui buttandolo dalla finestra. Ian, dopo un turno in ambulanza nel quale perde una paziente, capisce di provare alcuni sentimenti contrastanti su Trevor per via della sua vera natura da transgender e finito il lavoro si reca da lui; Debbie, con molto panico addosso per via delle sue recenti azioni che possono influenzare Frannie decide di sposare Neal, il fratello di Sierra tetraplegico e affetto da danno cerebrale. Carl ha alcuni ripensamenti sulla scuola militare a causa di Dom ma alla fine della puntata decide finalmente di partire anche grazie al sostegno del padre della sua ex; Kev e V, nel frattempo, scoprono che Yvon non è il padre di Svetlana, come la donna aveva detto loro precedentemente, ma suo marito.

## Non avrai mai un pollo in tutta la tua vita
- Titolo originale: You'll Never Ever Get a Chicken in Your Whole Entire Life
- Diretto da: John Wells
- Scritto da: Nancy Pimental

### Trama
Fiona si rende conto che la lavanderia è un impegno serio, anche perché Etta ha trascurato tutti i problemi della sua impresa, durante gli anni. Debbie lascia la scuola conseguendo l'IGH con successo e senza fatica, per poi partecipare ad un corso per genitori migliori, ma comunque rimane ansiosa per l'arrivo dell'ispettore sociale, il quale, a detta di Neal, non riscontra alcun problema. Sierra affida suo figlio al padre siccome vuole che passi un po' di tempo con lui, però il figlio viene abbandonato dal padre per andarsi a fare una bevuta. Lip rincontra il suo professore che gli comunica che l'università ha accettato un suo eventuale rientro, incoraggiandolo a presentarsi all'udienza preliminare. Ian e Trevor intanto provano nuove esperienze attive/passive. Frank invece, si vendica con la sua "nuova famiglia" bruciando il giardino di casa, dopodiché incontra Liam; insieme apprendono la notizia che la scuola del suddetto è stata chiusa per mancanza di alunni quindi, dopo un diverbio con la preside della nuova scuola privata, Frank otterrà un posto nella nuova scuola per Liam.